# 查斯廷 (喬治亞州)
查斯廷（英語：Chastain）是位於美國喬治亞州托馬斯縣的一個非建制地區。該地的面積和人口皆未知。

## 地理
查斯廷的座標為31°01′58″N 84°55′50″W / 31.03278°N 84.93056°W，而該地的平均海拔高度為 in米（即220英尺）。